# Jonathan Dibben
Jonathan Dibben (* 12. Februar 1994 in Southampton) ist ein ehemaliger britischer Radrennfahrer, der auf Bahn und Straße aktiv war. Sein größter Erfolg war der Weltmeistertitel im Punktefahren.

## Sportliche Laufbahn
Bei den UEC-Bahn-Europameisterschaften der Junioren 2011 errang Jon Dibben zwei Goldmedaillen, in der Einer- sowie in der Mannschaftsverfolgung (mit Owain Doull, Joshua Papworth und Samuel Lowe). In der Juniorenausgabe des Kopsteinpflasterrennens   Paris–Roubaix belegte er Platz vier. Im Jahr darauf wurde er im Omnium Junioren-Vizeweltmeister. Bei den Bahneuropameisterschaften für die Junioren 2012 errang er jeweils Bronze im Omnium sowie in der Einerverfolgung.  Ebenfalls 2012 wurde er zweifacher britischer Vizemeister in der Einerverfolgung und im Scratch.
Im Jahr 2014 gewann er eine Etappe des Triptyque des Monts et Châteaux und erzielte damit seinen ersten internationalen Straßenerfolg, 2016 wiederholte er diesen Etappenerfolg.
2014 wurde Dibben gemeinsam mit Ed Clancy, Andrew Tennant und Owain Doull Europameister in der Mannschaftsverfolgung. Im Jahr darauf errang er den EM-Titel in der Mannschaftsverfolgung erneut (mit Owain Doull, Andrew Tennant und Bradley Wiggins) sowie einen zweiten Titel im Omnium. 2016 wurde er in London Weltmeister im Punktefahren. 2017 gewann Dibben eine Etappe der Kalifornien-Rundfahrt und war am Sieg vom Team Sky in der Gesamtwertung der Hammer Sportzone Limburg beteiligt sowie 2018 am Mannschaftssiege bei der Settimana Internazionale.
2019 wurde Dibbens Vertrag beim Team Sky nicht erneuert, und er startete ab Mai für das UCI Continental Team Madison Genesis. Für 2020 erhielt er einen Vertrag beim UCI WorldTeam Lotto Soudal. Dibben bezeichnete dies als seine „zweite“ Chance. Für diese Mannschaft bestritt Dibben mit dem Giro d’Italia 2020 seine einzige Grand Tour und schloss die Rundfahrt als 133. ab. Nachdem Lotto Soudal seinen Vertrag nicht verlängert hatte, beendete Dibben seine Karriere als Aktiver.

## Erfolge

### Bahn
2011
- Junioren-Europameister – Einerverfolgung, Mannschaftsverfolgung  (mit Owain Doull, Joshua Papworth und Samuel Lowe)
- Britischer Meister (Junioren) – Einerverfolgung

2012
- Junioren-Bahn-Weltmeisterschaften – Omnium
- Junioren-Europameisterschaft – Mannschaftsverfolgung (mit Samuel Lowe, Christopher Latham und Tao Geoghegan Hart)
- Junioren-Europameisterschaft – Omnium, Einerverfolgung

2014
- Europameister – Mannschaftsverfolgung (mit Ed Clancy, Andrew Tennant und Owain Doull)
- Europameisterschaft – Omnium

2015
- Europameister – Mannschaftsverfolgung (mit Owain Doull, Andrew Tennant und Bradley Wiggins)
- Europameisterschaft – Omnium

2016
- Weltmeister – Punktefahren
- Vize-Weltmeister – Mannschaftsverfolgung (mit Ed Clancy, Owain Doull, Bradley Wiggins, Steven Burke und Andrew Tennant)
- Europameister (U23) – Punktefahren

### Straße
2014
- eine Etappe Triptyque des Monts et Châteaux

2016
- eine Etappe und Bergwertung Triptyque des Monts et Châteaux

2017
- eine Etappe Kalifornien-Rundfahrt
- Gesamtwertung Hammer Sportzone Limburg

2018
- Mannschaftszeitfahren Settimana Internazionale